# Антаки
Антаки — опустевшая деревня в Советском районе Кировской области в составе Родыгинского сельского поселения. 

## География
Находится на правом берегу Вятки на расстоянии примерно 24 километра по прямой на северо-запад от нового моста через реку Пижма в районном центре городе Советск.

## История
Известна была с 1873 года как деревня Антоновская, когда здесь было учтено дворов 11 и жителей 115, в 1905 (уже починок Антаковский) 27 и 149, в 1926 (деревня Антаки) 33 и 150, в 1950 25 и 78, в 1989 уже не оставалось  постоянных жителей. 

## Население
Постоянное население не было учтено как в 2002 году, так и в 2010.